# Edgard Poelmans

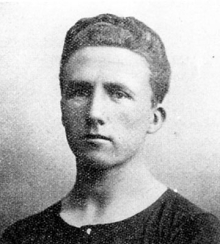
Edgard Poelmans

Georgius Edgard Poelmans (13 juli 1883 te Mechelen - 14 december 1932 te Vorst) was een Belgisch voetballer die speelde als verdediger. Hij voetbalde in Eerste klasse bij Union Sint-Gillis en speelde 16 wedstrijden met het Belgisch voetbalelftal en scoorde één doelpunt.

## Loopbaan
Mechelaar Poupoule Poelmans, die in het Brusselse ging voetballen met zijn broer Victor omdat er in Mechelen nog geen voetbalclub was, debuteerde in het eerste elftal van Athletic and Running Club de Bruxelles in 1899, en transfereerde na drie seizoenen naar Olympia CB en promoveerde in 1903 met de ploeg naar Eerste klasse. Net voor de aanvang van de eerste competitiewedstrijd in de hoogste klasse stapte hij over naar Union Sint-Gillis, de ploeg waartegen Olympia moest spelen.
Union was op dat moment de absolute topploeg van België en Poelmans verwierf er onmiddellijk een vaste basisplaats. Met de ploeg, waarvan hij na verloop van tijd eveneens aanvoerder werd, werd Poelmans zevenmaal landskampioen (1904, 1905, 1906, 1907, 1909, 1910 en 1913) en tweemaal tweede (1908 en 1912). In 1913 en 1914 won Poelmans met Union eveneens de Beker van België. In 1914 zette Poelmans een punt achter zijn spelersloopbaan. Hij had voor Union 203 wedstrijden gespeeld en scoorde hierin 29 doelpunten.
Tussen 1904 en 1911 speelde Poelmans 16 wedstrijden met het Belgisch voetbalelftal en scoorde hierbij één doelpunt in 1909 in de vriendschappelijke wedstrijd tegen Nederland. Vanaf de allereerste wedstrijd van de nationale ploeg had Poelmans er een vaste  basisplaats.In 1921 werd hij proftrainer bij Stade Louvaniste en op 49-jarige leeftijd stierf hij plots in het Brusselse Vorst maar hoe of waarom is nog niet geweten.